# Middleburg (Pennsylvanie)
Pour les articles homonymes, voir Middleburg.
La ville de Middleburg est le siège du comté de Snyder, situé en Pennsylvanie, aux États-Unis.

## Source
- (en) Cet article est partiellement ou en totalité issu de l’article de Wikipédia en anglais intitulé « Middleburg, Pennsylvania » (voir la liste des auteurs).